# Coppa Italia 2004/05
Die Coppa Italia 2004/05, der italienische Pokalwettbewerb, begann in der Saison 2004/05 am 14. August 2004 mit den ersten Gruppenspielen. Die beiden Finalspiele fanden am 12. und 15. Juni 2005 zwischen der AS Rom und Inter Mailand statt. Inter entschied das Finale nach einem 2:0 im Stadio Olimpico und einem 1:0 im heimischen Giuseppe-Meazza-Stadion mit einem Endstand von 3:0 für sich und feierte damit den 4. Coppa-Italia-Titel in der Vereinsgeschichte. Außerdem war dies die erste Auflage einer Serie, bei der sich von 2005 bis 2008 immer diese beiden Mannschaften im Finale gegenüberstanden.

## Modus
An der 57. Auflage des höchsten italienischen Pokalwettbewerbes nahmen insgesamt 48 Mannschaften aus den drei höchsten Spielklassen Italiens teil. Durch die Erhöhung der Gesamtteilnehmerzahl im Spielbetrieb der Serie A von 18 auf 20 Mannschaften ab der Saison 2004/05 stellt die höchste Spielklasse ab diesem Jahr 20 Vereine für die Coppa Italia.
Dabei sind die ersten acht Mannschaften der Abschlusstabelle der Vorsaison direkt für das Achtelfinale gesetzt. In der Qualifikationsrunde für das Achtelfinale sind die Mannschaften der Plätze neun bis 14 der vergangenen Saison sowie die beiden besten Aufsteiger aus der vergangenen Serie B Saison gesetzt.
Die 8 verbliebenen Plätze für die Qualifikationsrunde werden in einer Gruppenphase an die Gruppenersten vergeben. In acht Gruppen mit je vier Mannschaften spielen in jedem Fall die Mannschaften der Serie B und der Sieger der Coppa Italia der Serie C. Da der AC Cesena als Gewinner dieses Pokals im gleichen Jahr aufstieg und somit als Zweitligist teilnahmeberechtigt war, rückte der Finalgegner Aurora Pro Patria nach.
Die restlichen Plätze wurden dann mit den besten Mannschaften der vergangenen Serie C aufgefüllt. Durch die konkursbedingten Zwangsabstiege des SSC Neapel sowie der AC Ancona in die Serie C2 wurden neben Aurora Pro Patria sieben weitere Mannschaften aus der Serie C benötigt. Dies waren die ersten vier des Girone A und die besten drei des Girone B. Dabei wurde die AS Viterbese Calcio als Dritter in Girone B aufgrund von finanziellen Nöten nicht berücksichtigt, wodurch als Vierter Acireale Calcio nachrückte.
In der Gruppenphase spielte jeder gegen jeden, ab der Qualifikationsrunde für das Achtelfinale wurde jeweils ein Hin- und Rückspiel ausgetragen.

## Gruppenphase

### Gruppe A
| Pl. | Verein       | Sp. | S | U | N | Tore    | Diff. | Punkte |
| --- | ------------ | --- | - | - | - | ------- | ----- | ------ |
| 1.  | FC Turin     | 3   | 2 | 1 | 0 | 013:700 | +6    | 07     |
| 2.  | AC Lumezzane | 3   | 1 | 1 | 1 | 005:800 | −3    | 04     |
| 3.  | CFC Genua    | 3   | 1 | 1 | 1 | 007:600 | +1    | 04     |
| 4.  | FC Empoli    | 3   | 0 | 1 | 2 | 004:800 | −4    | 01     |

| 1. Spieltag  |     |              |
| FC Empoli    | 0:2 | CFC Genua    |
| AC Lumezzane | 1:5 | FC Turin     |
| 2. Spieltag  |     |              |
| CFC Genua    | 2:3 | AC Lumezzane |
| FC Turin     | 5:3 | FC Empoli    |
| 3. Spieltag  |     |              |
| CFC Genua    | 3:3 | FC Turin     |
| AC Lumezzane | 1:1 | FC Empoli    |

### Gruppe B
| Pl. | Verein            | Sp. | S | U | N | Tore    | Diff. | Punkte |
| --- | ----------------- | --- | - | - | - | ------- | ----- | ------ |
| 1.  | Atalanta Bergamo  | 3   | 2 | 1 | 0 | 009:400 | +5    | 07     |
| 2.  | UC Albinoleffe    | 3   | 2 | 0 | 1 | 003:300 | ±0    | 06     |
| 3.  | Vicenza Calcio    | 3   | 1 | 0 | 2 | 004:600 | −2    | 03     |
| 4.  | Aurora Pro Patria | 3   | 0 | 1 | 2 | 003:600 | −3    | 01     |

| 1. Spieltag       |     |                   |
| UC Albinoleffe    | 2:0 | Aurora Pro Patria |
| Vicenza Calcio    | 2:4 | Atalanta Bergamo  |
| 2. Spieltag       |     |                   |
| Atalanta Bergamo  | 3:0 | UC Albinoleffe    |
| Aurora Pro Patria | 1:2 | Vicenza Calcio    |
| 3. Spieltag       |     |                   |
| Aurora Pro Patria | 2:2 | Atalanta Bergamo  |
| Vicenza Calcio    | 0:1 | UC Albinoleffe    |

### Gruppe C
| Pl. | Verein       | Sp. | S | U | N | Tore    | Diff. | Punkte |
| --- | ------------ | --- | - | - | - | ------- | ----- | ------ |
| 1.  | US Triestina | 3   | 3 | 0 | 0 | 006:200 | +4    | 09     |
| 2.  | FC Modena    | 3   | 2 | 0 | 1 | 005:300 | +2    | 06     |
| 3.  | FBC Treviso  | 3   | 0 | 1 | 2 | 004:700 | −3    | 01     |
| 4.  | SSC Venedig  | 3   | 0 | 1 | 2 | 002:500 | −3    | 01     |

| 1. Spieltag  |     |              |
| SSC Venedig  | 1:1 | FBC Treviso  |
| FC Modena    | 0:1 | US Triestina |
| 2. Spieltag  |     |              |
| FBC Treviso  | 1:2 | FC Modena    |
| US Triestina | 1:0 | SSC Venedig  |
| 3. Spieltag  |     |              |
| SSC Venedig  | 1:3 | FC Modena    |
| US Triestina | 4:2 | FBC Treviso  |

### Gruppe D
| Pl. | Verein              | Sp. | S | U | N | Tore    | Diff. | Punkte |
| --- | ------------------- | --- | - | - | - | ------- | ----- | ------ |
| 1.  | AS Livorno          | 3   | 2 | 1 | 0 | 006:400 | +2    | 07     |
| 2.  | AC Cesena           | 3   | 1 | 2 | 0 | 004:300 | +1    | 05     |
| 3.  | Ascoli Calcio       | 3   | 1 | 1 | 1 | 003:300 | ±0    | 04     |
| 4.  | ASD Atletico Arezzo | 3   | 0 | 0 | 3 | 003:600 | −3    | 0      |

| 1. Spieltag         |     |                     |
| AC Cesena           | 1:1 | AS Livorno          |
| Ascoli Calcio       | 1:0 | ASD Atletico Arezzo |
| 2. Spieltag         |     |                     |
| AS Livorno          | 2:1 | Ascoli Calcio       |
| ASD Atletico Arezzo | 1:2 | AC Cesena           |
| 3. Spieltag         |     |                     |
| ASD Atletico Arezzo | 2:3 | AS Livorno          |
| AC Cesena           | 1:1 | Ascoli Calcio       |

### Gruppe E
| Pl. | Verein          | Sp. | S | U | N | Tore    | Diff. | Punkte |
| --- | --------------- | --- | - | - | - | ------- | ----- | ------ |
| 1.  | AC Florenz      | 3   | 2 | 1 | 0 | 006:000 | +6    | 07     |
| 2.  | Piacenza Calcio | 3   | 2 | 1 | 0 | 005:000 | +5    | 07     |
| 3.  | Hellas Verona   | 3   | 1 | 0 | 2 | 002:500 | −3    | 03     |
| 4.  | Como Calcio     | 3   | 0 | 0 | 3 | 000:800 | −8    | 0      |

| 1. Spieltag     |     |                 |
| Piacenza Calcio | 0:0 | AC Florenz      |
| Como Calcio     | 0:2 | Hellas Verona   |
| 2. Spieltag     |     |                 |
| Hellas Verona   | 0:2 | Piacenza Calcio |
| AC Florenz      | 3:0 | Como Calcio     |
| 3. Spieltag     |     |                 |
| AC Florenz      | 3:0 | Hellas Verona   |
| Como Calcio     | 0:3 | Piacenza Calcio |

### Gruppe F
| Pl. | Verein         | Sp. | S | U | N | Tore    | Diff. | Punkte |
| --- | -------------- | --- | - | - | - | ------- | ----- | ------ |
| 1.  | Ternana Calcio | 3   | 2 | 0 | 1 | 004:300 | +1    | 06     |
| 2.  | AC Perugia     | 3   | 1 | 1 | 1 | 003:200 | +1    | 04     |
| 3.  | Rimini Calcio  | 3   | 1 | 1 | 1 | 004:400 | ±0    | 04     |
| 4.  | Pescara Calcio | 3   | 0 | 2 | 1 | 005:700 | −2    | 02     |

| 1. Spieltag    |     |                |
| AC Perugia     | 2:0 | Ternana Calcio |
| Rimini Calcio  | 1:0 | AC Perugia     |
| 2. Spieltag    |     |                |
| Ternana Calcio | 1:0 | Rimini Calcio  |
| Pescara Calcio | 1:1 | AC Perugia     |
| 3. Spieltag    |     |                |
| Pescara Calcio | 3:3 | Rimini Calcio  |
| Ternana Calcio | 3:1 | Pescara Calcio |

### Gruppe G
| Pl. | Verein             | Sp. | S | U | N | Tore    | Diff. | Punkte |
| --- | ------------------ | --- | - | - | - | ------- | ----- | ------ |
| 1.  | Salernitana Calcio | 3   | 3 | 0 | 0 | 007:300 | +4    | 09     |
| 2.  | Catania Calcio     | 3   | 2 | 0 | 1 | 006:300 | +3    | 06     |
| 3.  | US Catanzaro       | 3   | 0 | 1 | 2 | 002:500 | −3    | 01     |
| 4.  | US Avellino        | 3   | 0 | 1 | 2 | 003:700 | −4    | 01     |

| 1. Spieltag        |     |                    |
| US Avellino        | 1:3 | Salernitana Calcio |
| Catania Calcio     | 2:0 | US Catanzaro       |
| 2. Spieltag        |     |                    |
| US Catanzaro       | 1:1 | US Avellino        |
| Salernitana Calcio | 2:1 | Catania Calcio     |
| 3. Spieltag        |     |                    |
| Catania Calcio     | 3:1 | US Avellino        |
| Salernitana Calcio | 2:1 | US Catanzaro       |

### Gruppe H
| Pl. | Verein          | Sp. | S | U | N | Tore    | Diff. | Punkte |
| --- | --------------- | --- | - | - | - | ------- | ----- | ------ |
| 1.  | Messina Calcio  | 3   | 3 | 0 | 0 | 007:100 | +6    | 09     |
| 2.  | FC Crotone      | 3   | 1 | 1 | 1 | 005:200 | +3    | 04     |
| 3.  | AS Bari         | 3   | 1 | 0 | 2 | 003:700 | −4    | 03     |
| 4.  | Acireale Calcio | 3   | 0 | 1 | 2 | 002:700 | −5    | 01     |

| 1. Spieltag     |     |                 |
| AS Bari         | 1:2 | Messina Calcio  |
| Acireale Calcio | 1:1 | FC Crotone      |
| 2. Spieltag     |     |                 |
| Messina Calcio  | 4:0 | Acireale Calcio |
| AS Bari         | 2:1 | Acireale Calcio |
| 3. Spieltag     |     |                 |
| FC Crotone      | 0:1 | Messina Calcio  |
| FC Crotone      | 4:0 | AS Bari         |

## Qualifikationsrunde
Die qualifizierten Gruppensieger hatten im Hinspiel Heimrecht. Bei Torgleichstand galt die Auswärtstorregel. Die Ergebnisse sind stets aus der Sicht der erstgenannten Mannschaft zu betrachten.
|                    | Gesamt    |                 | Hinspiel | Rückspiel |
| ------------------ | --------- | --------------- | -------- | --------- |
| US Triestina       | 2:6       | Cagliari Calcio | 1:3      | 1:3       |
| FC Turin           | 2:1       | Chievo Verona   | 1:0      | 1:1       |
| Ternana Calcio     | 5:6       | FC Bologna      | 1:3      | 4:3       |
| Atalanta Bergamo   | 7:3       | Reggina Calcio  | 4:1      | 3:2       |
| Messina Calcio     | 1:2       | AC Siena        | 0:1      | 1:1       |
| AC Florenz         | (a)3:3(a) | Brescia Calcio  | 1:1      | 2:2       |
| AS Livorno         | 3:4       | US Lecce        | 2:1      | 1:3       |
| Salernitana Calcio | 2:3       | US Palermo      | 2:1      | 0:2       |

## Achtelfinale
|                  | Gesamt    |                 | Hinspiel | Rückspiel |
| ---------------- | --------- | --------------- | -------- | --------- |
| Cagliari Calcio  | (a)4:4(a) | Lazio Rom       | 2:1      | 2:3       |
| FC Turin         | 2:3       | Sampdoria Genua | 0:2      | 2:1       |
| Inter Mailand    | 6:2       | FC Bologna      | 3:1      | 3:1       |
| Atalanta Bergamo | 5:3       | Juventus Turin  | 2:0      | 3:3       |
| AS Rom           | 6:3       | AC Siena        | 1:2      | 5:1       |
| AC Florenz       | 5:0       | FC Parma        | 2:0      | 3:0       |
| US Lecce         | (a)8:8(a) | Udinese Calcio  | 4:5      | 4:3       |
| US Palermo       | 1:4       | AC Mailand      | 1:2      | 0:2       |

## Viertelfinale
|                  | Gesamt          |                 | Hinspiel | Rückspiel |
| ---------------- | --------------- | --------------- | -------- | --------- |
| Cagliari Calcio  | 4:3             | Sampdoria Genua | 2:0      | 2:3       |
| Atalanta Bergamo | 0:4             | Inter Mailand   | 0:1      | 0:3       |
| AS Rom           | 1:1 (7:6 i. E.) | AC Florenz      | 1:0      | 0:1       |
| AC Mailand       | 4:6             | Udinese Calcio  | 3:2      | 1:4       |

## Halbfinale
|                 | Gesamt |                | Hinspiel | Rückspiel |
| --------------- | ------ | -------------- | -------- | --------- |
| Cagliari Calcio | 2:4    | Inter Mailand  | 1:1      | 1:3       |
| AS Rom          | 3:2    | Udinese Calcio | 1:1      | 2:1       |

## Finale

### Hinspiel
| AS Rom                                              | AS Rom | Inter Mailand | Inter Mailand |
| --------------------------------------------------- | --- | --- | ------------- |
| AS Rom                                              | \| 12. Juni 2005 um 21:30 Uhr in Rom (Stadio Olimpico) \| \| Ergebnis: 0:2 (0:2)[1] \| \| Schiedsrichter: Pierluigi Collina (Bologna) \| | \| 12. Juni 2005 um 21:30 Uhr in Rom (Stadio Olimpico) \| \| Ergebnis: 0:2 (0:2)[1] \| \| Schiedsrichter: Pierluigi Collina (Bologna) \| | Inter Mailand |
| AS Rom                                              | Gianluca Curci – Christian Panucci, Matteo Ferrari, Cristian Chivu, Leandro Cufré (82. Giuseppe Scurto) – Valerio Virga (58. Vincenzo Montella), Olivier Dacourt, Simone Perrotta, Mancini (72. Leandro Greco) – Francesco Totti, Antonio Cassano. Cheftrainer: Bruno Conti | Francesco Toldo – Javier Zanetti, Marco Materazzi, Siniša Mihajlović, Giuseppe Favalli – Dejan Stanković, Zé Maria, Esteban Cambiasso, Kily González (86. Andy van der Meyde) – Adriano, Obafemi Martins (76. Julio Cruz). Cheftrainer: Roberto Mancini | Inter Mailand |
| AS Rom                                              | 0:1 Adriano (30.) 0:2 Adriano (36.) | | Inter Mailand |
| 12. Juni 2005 um 21:30 Uhr in Rom (Stadio Olimpico) | | |               |
| Ergebnis: 0:2 (0:2)                                 | | |               |
| Schiedsrichter: Pierluigi Collina (Bologna)         | | |               |

### Rückspiel
| Inter Mailand                                                   | Inter Mailand | AS Rom | AS Rom |
| --------------------------------------------------------------- | --- | --- | ------ |
| Inter Mailand                                                   | \| 15. Juni 2005 um 20:45 Uhr in Mailand (Giuseppe-Meazza-Stadion) \| \| Ergebnis: 1:0 (0:0)[2] \| \| Schiedsrichter: Matteo Trefoloni (Bologna) \| | \| 15. Juni 2005 um 20:45 Uhr in Mailand (Giuseppe-Meazza-Stadion) \| \| Ergebnis: 1:0 (0:0)[2] \| \| Schiedsrichter: Matteo Trefoloni (Bologna) \| | AS Rom |
| Inter Mailand                                                   | Francesco Toldo – Iván Córdoba, Marco Materazzi, Siniša Mihajlović, Giuseppe Favalli (87. Carlos Gamarra) – Zé Maria (85. Juan Sebastián Verón), Cristiano Zanetti, Kily González, Dejan Stanković (90. Fabrizio Biava) – Obafemi Martins, Julio Cruz. Cheftrainer: Roberto Mancini | Gianluca Curci – Christian Panucci, Philippe Mexès, Cristian Chivu (79. Matteo Ferrari) – Leandro Cufré, Simone Perrotta, Olivier Dacourt ((46. Vincenzo Montella) (73. Daniele Corvia)), Daniele De Rossi, Mancini – Francesco Totti, Antonio Cassano Cheftrainer: Bruno Conti | AS Rom |
| Inter Mailand                                                   | 1:0 Siniša Mihajlović (52.) | | AS Rom |
| Inter Mailand                                                   | Leandro Cufré (65.) | | AS Rom |
| 15. Juni 2005 um 20:45 Uhr in Mailand (Giuseppe-Meazza-Stadion) | | |        |
| Ergebnis: 1:0 (0:0)                                             | | |        |
| Schiedsrichter: Matteo Trefoloni (Bologna)                      | | |        |

Inter hatte sich bereits durch das 2:0 in Rom eine sehr gute Ausgangsposition erspielt, wodurch sie sich mit einem ungefährdeten 1:0-Erfolg zu Hause den vierten Pokalerfolg in der Geschichte des Vereins sichern konnten.
Inters Trainer Roberto Mancini gewann diesen Wettbewerb damit zum neunten Mal in seiner Karriere, das dritte Mal als Trainer und zuvor sechs Mal als Spieler.
Torschützenkönig wurde mit neun Treffern Andrea Lazzari von Atalanta Bergamo, obwohl er mit seiner Mannschaft bereits im Viertelfinale am späteren Sieger Inter Mailand scheiterte. Möglich war dies, weil Atalanta durch die Gruppenphase und die Qualifikationsrunde weit mehr Spiele absolvieren musste.
Der Modus des Pokals, insbesondere das späte Einsteigen der Favoriten, wurde weiterhin kritisiert. Kleinere Vereine hatten weniger Chancen und mussten darüber hinaus weit mehr Spiele austragen. Echte Pokalüberraschungen waren nahezu ausgeschlossen. Der Modus wurde deshalb zur Spielzeit 2005/06 geändert.